# Podgorica pri Šmarju
Podgorica pri Šmarju is een plaats in Slovenië en maakt deel uit van de gemeente Grosuplje in de NUTS-3-regio Osrednjeslovenska. De plaats telde 76 inwoners op 1 januari 2020.